# 伊恩·古德费洛
伊恩·古德费洛（英語：Ian J. Goodfellow）是一位美國机器学习研究者，現為苹果公司特别项目组（Special Projects Group）机器学习负责人，他曾是Google Brain的研究科学家。他对深度学习领域做出了多项贡献，最著名的是发明生成对抗网络。
古德费洛在斯坦福大学获得了计算机科学学士和硕士学位，导师是吴恩达，2014年4月在蒙特利尔大学获得机器学习博士学位，导师是约书亚·本希奥和阿伦-库维尔。他的论文题目是《表征的深度学习及其在计算机视觉中的应用》。毕业后，古德费洛加入谷歌，成为谷歌大脑研究团队的一员。 随后他离开谷歌，加入新成立的OpenAI研究所。 2017年3月，他回到谷歌研究院。
古德费洛以发明生成式对抗网络而闻名。 他也是教科书《人工智慧─現代方法總論》關於深度學習的章節的主要作者。 在谷歌，他开发了一个系统，使谷歌地图能够从街景车拍摄的照片中自动转录地址 ，并展示了机器学习系统的安全漏洞。
2017年，古德费洛被引用到《麻省理工科技評論》的35位35岁以下的创新者中。 2019年，他被列入《外交政策》的100位全球思想家名单。
2019年，古德费洛离开谷歌，加入了苹果公司，担任机器学习总监。
2022年六月，古德費洛因不滿蘋果取消居家辦公、要求重返辦公室上班的政策，選擇回到Google DeepMind。